# Niklaus Niggeler
Niklaus Niggeler (* 3. Mai 1817 in Ottiswil (Gemeinde Grossaffoltern); † 26. Mai 1872 in Bern) war ein Schweizer Politiker und Journalist. Er war sowohl Präsident des Ständerats als auch des Nationalrats.

## Biografie
Der Sohn des Landwirts und Gemeindeschreibers Niklaus Niggeler senior besuchte nach der Primarschule die Erziehungsanstalt Allemann in Kirchlindach, anschliessend absolvierte er eine Lehre in der Amtsschreiberei von Aarberg. Ab 1836 studierte er Recht an der Universität Bern, wo er sich der radikalliberalen Studentenverbindung Helvetia anschloss. 1841 bestand er die Examen als Fürsprecher und Notar. Nach fünf Jahren Tätigkeit als praktizierender Anwalt übernahm er 1846 von seinem Schwager Jakob Stämpfli die Redaktion der Berner Zeitung. Darüber hinaus amtierte er von 1859 bis 1872 als Verwaltungsrat der Berner Kantonalbank.
Niggelers politische Karriere begann 1846 mit der Wahl in den Berner Grossen Rat. Er galt als einer der Hauptrepräsentanten der «jungen Schule» innerhalb der radikalen Bewegung, die sich für mehr demokratische Mitbestimmung einsetzte. Dem Grossen Rat gehörte er bis 1861 und nochmals von 1864 bis 1866 an. Dieser wählte ihn für die Jahre 1848 bis 1850 sowie 1855 bis 1860 in den Ständerat; 1859/60 amtierte Niggeler als Ständeratspräsident. Von 1860 bis 1866 war er Mitglied des Nationalrats und vertrat zunächst den Wahlkreis Bern-Mittelland, ab 1863 den Wahlkreis Bern-Seeland; 1866 hatte er auch das Amt des Nationalratspräsidenten inne.
Niggeler war mit Bertha Snell verheiratet, der Tochter des Revolutionärs und Professors Wilhelm Snell. Sein Sohn Rudolf Niggeler war ebenfalls als Nationalrat tätig.